# Boreohesperus capensis
Boreohesperus capensis är en mångfotingart som beskrevs av Shear 1992. Boreohesperus capensis ingår i släktet Boreohesperus och familjen orangeridubbelfotingar. Inga underarter finns listade i Catalogue of Life.